# Depsages solandri
Depsages solandri är en skalbaggsart som först beskrevs av Johan Christian Fabricius 1775.
Depsages solandri ingår i släktet Depsages och familjen långhorningar. Inga underarter finns listade i Catalogue of Life.